# Gusztáv halogat
A Gusztáv halogat a Gusztáv című rajzfilmsorozat negyedik évadának tizenhetedik epizódja.

## Rövid tartalom
Gusztáv szobájában a vízcsap tönkremegy, de neki nincs ideje a javításra, ezért elönti a víz az otthonát. Gusztáv ezért békaemberré alakul, de a víz a megrepedezett házból is kijut és Gusztávnak alkalmazkodnia kell az új helyzethez.

## Alkotók
- Rendezte: Jankovics Marcell, Kaim Miklós, Nepp József
- Írta: Jankovics Marcell, Nepp József
- Dramaturg: Lehel Judit
- Zenéjét szerezte: Deák Tamás
- Operatőr: Cselle László
- Kamera: Székely Ida
- Hangmérnök: Bársony Péter
- Vágó: Czipauer János
- Tervezte: Kaim Miklós
- Képterv: Kovács István
- Háttér: Szoboszlay Péter
- Rajzolták: Görgényi Erzsébet, Kiss Ili
- Színes technika: Kun Irén
- Gyártásvezető: Marsovszky Emőke
- Produkció vezető: Imre István

A Magyar Televízió megbízásából a Pannónia Filmstúdió készítette.